# St. Ulrich (Ulrichsried)

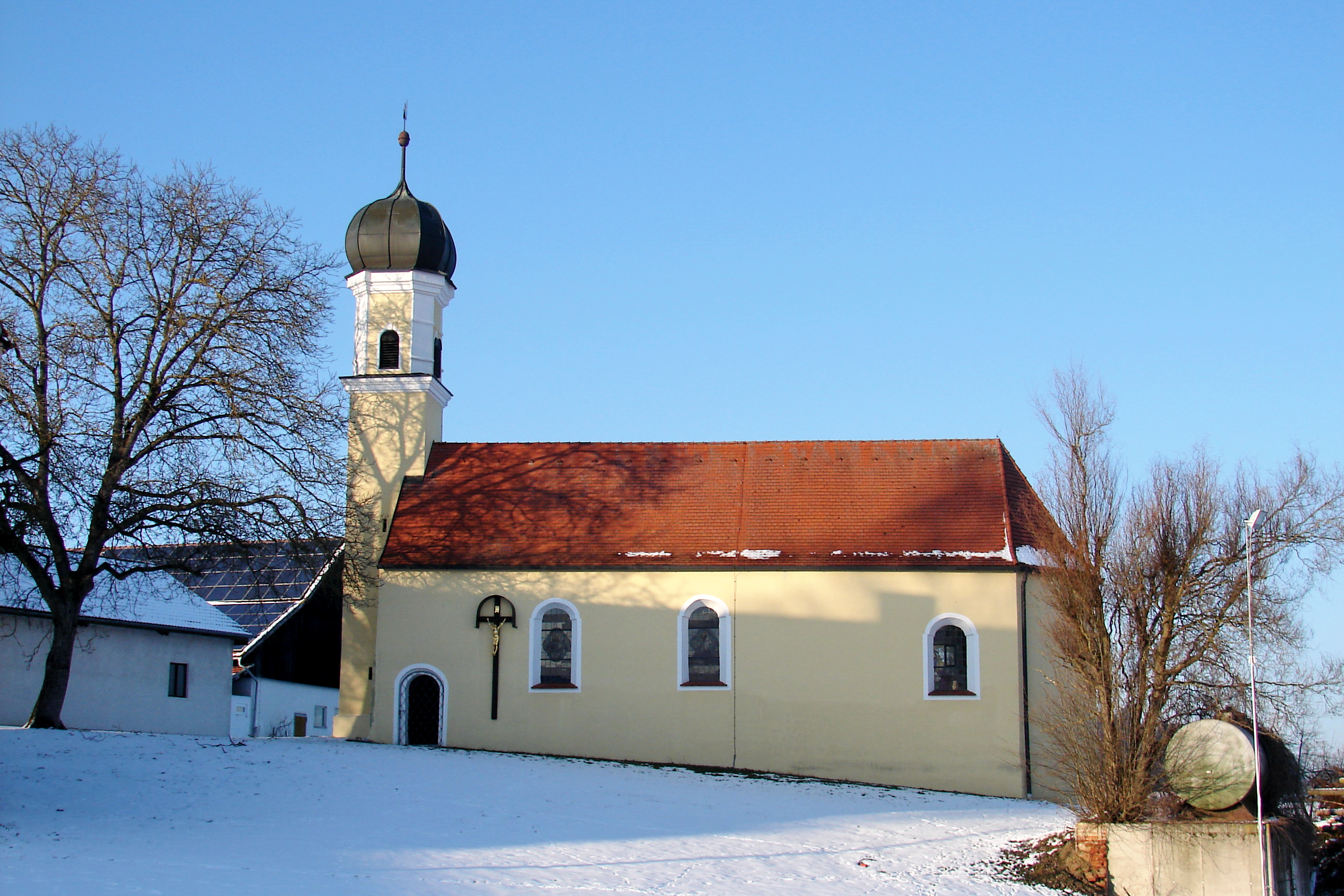
Außenansicht der Nebenkirche St. Ulrich von Süden

Die römisch-katholische Nebenkirche St. Ulrich in Ulrichsried, einem Ortsteil von Obersüßbach im niederbayerischen Landkreis Landshut, ist eine kleine, im Kern spätgotische Saalkirche, die wohl in der ersten Hälfte des 15. Jahrhunderts erbaut und im 18. Jahrhundert barock umgestaltet wurde.
Das Gotteshaus mit dem Patrozinium des heiligen Ulrich (Gedenktag: 4. Juli) ist als Baudenkmal mit der Nummer D-2-74-165-15 beim Bayerischen Landesamt für Denkmalpflege eingetragen. Kirchlich gesehen ist Ulrichsried Teil der Pfarrei St. Erhard in Rainertshausen, die wiederum von der Pfarreiengemeinschaft Pfeffenhausen seelsorgerisch betreut wird.
Der Zwiebelturm von St. Ulrich beherbergt eine der wenigen Kolonien der seltenen Großen Bartfledermaus in Niederbayern.

## Geschichte
Als erste urkundliche Erwähnung Ulrichsrieds gilt der Stiftungsbrief des Hermann von Freinberg aus dem Jahr 1421.
Im Dreißigjährigen Krieg wurde die Ulrichsrieder Kirche stark beschädigt. Aus dem Jahr 1722 ist überliefert, dass der Turm einzustürzen drohte. Noch 1835 wurde in Ulrichsried, zu dessen Einzugsgebiet damals auch Waltendorf, Thal, Freinberg und Bürg gehörten, alle zwei Wochen sowie am Ostermontag und am Pfingstmontag eine Heilige Messe gelesen. 1856 erfolgte eine umfassende Renovierung, 1913/14 eine Außenrenovierung. Im Jahr 1917, also während des Ersten Weltkriegs, wurden die Glocken beschlagnahmt. 1921 wurden sie durch ein neues Geläut ersetzt.
Die letzte Gesamtrenovierung unter der Leitung des Architekten Franz Zettl aus Rainertshausen fand von 2005 bis 2010 statt.

## Beschreibung

### Außenbau
Die nach Osten ausgerichtete Saalkirche umfasst einen nicht ausgeschiedenen Chor mit zwei Achsen, wobei die westliche Chorachse fensterlos ist, und einem dreiseitigen Schluss sowie ein Langhaus mit östlich zwei Fenster- und westlich einer Portalachse. Er ist mit einem Satteldach gedeckt. Die durch weiß getünchte Laibungen hervorgehobenen Fensteröffnungen schließen im leicht eingezogenen Rundbogen. Auch das Portal auf der Südseite ist rundbogig.
Auf der Westseite ist ein leicht in das Schiff einspringender, etwa 23,5 Meter hoher Turm angebaut. Auffallend ist, dass dieser nicht exakt in der Mittelachse des Schiffs angeordnet, sondern leicht nach Norden versetzt. Der quadratische Unterbau ist durch ein schwaches Gesimsband in zwei hohe Geschosse unterteilt und wird durch ein mehrfach verkröpftes Kranzgesims abgeschlossen, das bereits deutlich oberhalb des Dachfirstes angebracht ist. Der kurze Aufsatz mit abgeschrägten Kanten, die durch weiße Lisenen hervorgehoben sind, enthält nach vier Seiten hin rundbogige Schallöffnungen. Den oberen Abschluss bildet eine kupfergedeckte Zwiebelkuppel.

### Innenraum
Der Chorraum wird von einem Tonnengewölbe mit Stichkappen überspannt. Entlang der Wände zieht sich bis knapp unterhalb der Fenster ein kunstvoll gemalter, brokatartiger Wandteppich. Den Übergang zum Langhaus vermittelt ein runder Chorbogen. Das Langhaus ist mit einer Flachdecke über einer Hohlkehle abgeschlossen.

## Ausstattung
Der mit Muschelwerk und einem Volutenaufsatz verzierte Hochaltar, der einzige Altar der Kirche, wurde Mitte des 18. Jahrhunderts im Rokokostil ausgeführt. Sein Aufbau wird von vier Säulen getragen, wobei das äußere Säulenpaar gewunden ist. Auf dem Altarblatt ist der Kirchenpatron Ulrich zusammen mit den Heiligen Wolfgang und Leonhard von Limoges dargestellt. Im fensterlosen Chorjoch befinden sich an den Seitenwänden zwei rund 1,20 Meter hohe, auf Blech gemalte Bilder, die Jesus und Maria darstellen.
Links am Chorbogen ist die am Simsfries mit der Jahreszahl 1686 bezeichnete barocke Kanzel angebracht. Der polygonale Korpus ist mit gewundenen Ecksäulchen verziert. In den Feldern dazwischen sind Christus und die vier Evangelisten im Halbrelief dargestellt. Ein weiteres Halbrelief, das die Heilig-Geist-Taube zeigt, befindet sich an der Unterseite des als Krone gestalteten Schalldeckels. Ein ehemaliges Seitenaltargemälde zeigt Christus in der Rast. Außerdem befinden sich eine rund 80 Zentimeter hohe, spätgotische Figur des heiligen Ulrich aus der Zeit um 1480 sowie zwei rund 40 Zentimeter hohe Holzfiguren, die Maria und den „Lieblingsjünger“ Johannes.